# Ischnocnema manezinho
Ischnocnema manezinho es una especie de anfibio anuro de la familia Brachycephalidae.

## Distribución geográfica
Esta especie es endémica del estado de Santa Catarina en Brasil. Habita entre los 100 y 700 m sobre el nivel del mar en los alrededores de Florianópolis.

## Publicación original
- Garcia, 1996 : Nova espécie de Eleutherodactylus Duméril and Bibron, 1891 do Estado de Santa Catarina, Brasil (Amphibia; Anura; Leptodactylidae). Biociências, vol. 4, n.º 2, p. 57-68.[6]